# Michael Forgeron
Michael Joseph Forgeron, detto Mike (Main-à-Dieu, 24 gennaio 1966), è un ex canottiere canadese.

## Palmarès

### Olimpiadi
- 1 medaglia:
  - 1 oro (Barcellona 1992 nell'otto)